# توه سرخك عليا (مقاطعة إسلام آباد غرب)
توه‌سرخك عليا (بالفارسية: توه‌سرخک علیا) هي قرية تقع في كرمانشاه في إيران. يقدر عدد سكانها بـ 195 نسمة .